# Ayuntamiento de Villarreal
El Ayuntamiento de Villarreal (en valenciano: Ajuntament de Vila-real) es el órgano encargado del gobierno y administración del municipio de Villarreal, situado en la provincia de Castellón, Comunidad Valenciana, España. Está presidido por el alcalde. En 2023 ocupa dicho cargo José Benlloch, del PSPV-PSOE. Esta administración tiene su sede en la plaza Mayor.

## Alcaldes
| Periodo   | Nombre                                                       | Partido                                         |
| --------- | ------------------------------------------------------------ | ----------------------------------------------- |
| 1979-1983 | Bautista Carceller Ferrer                                    | Unión de Centro Democrático (UCD)               |
| 1983-1987 | Enrique Ayet Fortuño                                         | Partit Socialista del País Valencià (PSPV-PSOE) |
| 1987-1991 | Enrique Ayet Fortuño                                         | Partit Socialista del País Valencià (PSPV-PSOE) |
| 1991-1995 | Enrique Ayet Fortuño                                         | Partit Socialista del País Valencià (PSPV-PSOE) |
| 1995-1999 | Manuel Vilanova Goterris                                     | Partido Popular (PP)                            |
| 1999-2003 | Manuel Vilanova Goterris                                     | Partido Popular (PP)                            |
| 2003-2007 | Manuel Vilanova Goterris (hasta 2007) Juan José Rubert Nebot | Partido Popular (PP)                            |
| 2007-2011 | Juan José Rubert Nebot                                       | Partido Popular (PP)                            |
| 2011-2015 | José Benlloch Fernández                                      | Partit Socialista del País Valencià (PSPV-PSOE) |
| 2015-2019 | José Benlloch Fernández                                      | Partit Socialista del País Valencià (PSPV-PSOE) |
| 2019-2023 | José Benlloch Fernández                                      | Partit Socialista del País Valencià (PSPV-PSOE) |
| 2023-act. | José Benlloch Fernández                                      | Partit Socialista del País Valencià (PSPV-PSOE) |

## Resultados electorales
| Partido político                                | 2007   | 2007  | 2007       | 2011   | 2011  | 2011       | 2015   | 2015  | 2015       | 2019   | 2019  | 2019       | 2023  | 2023  | 2023       |
| Partido político                                | Votos  | %     | Concejales | Votos  | %     | Concejales | Votos  | %     | Concejales | Votos  | %     | Concejales | Votos | %     | Concejales |
| Partit Socialista del País Valencià (PSPV-PSOE) | 7470   | 33,11 | 8          | 6810   | 29,28 | 8          | 10 896 | 43,90 | 13         | 10 579 | 46,30 | 13         | 9366  | 39,24 | 11         |
| Partido Popular (PP)                            | 10 221 | 45,31 | 11         | 10 124 | 43,52 | 12         | 5703   | 22,98 | 6          | 4611   | 20,18 | 5          | 7087  | 29,69 | 8          |
| Compromís                                       | —      | —     | —          | 1447   | 6,22  | 1          | 3908   | 15,75 | 4          | 2507   | 10,97 | 3          | 2765  | 11,58 | 3          |
| Vox                                             | —      | —     | —          | —      | —     | —          | —      | —     | —          | 1250   | 5,47  | 1          | 2642  | 11,07 | 3          |
| Ciudadanos (CS)                                 | —      | —     | —          | —      | —     | —          | 1858   | 7,49  | 2          | 2419   | 10,59 | 2          | 755   | 3,16  | 0          |
| Esquerra Unida del País Valencià (EUPV)         | 1115   | 4,94  | 0          | 1237   | 5,32  | 1          | 1211   | 5,88  | 0          | 1240   | 5,43  | 1          | 815   | 3,41  | 0          |
| Bloc Nacionalista Valencià (BNV)                | 2413   | 10,70 | 2          | 2864   | 12,32 | 3          | —      | —     | —          | —      | —     | —          | —     | —     | —          |

## Evolución de la deuda viva municipal
El concepto de deuda viva contempla sólo las deudas con cajas y bancos relativas a créditos financieros, valores de renta fija y préstamos o créditos transferidos a terceros, excluyéndose, por tanto, la deuda comercial.
| Gráfica de evolución de la deuda viva del Ayuntamiento entre 2008 y 2023                                            |
| |
| Deuda viva del Ayuntamiento de Villarreal, en miles de euros, según datos del Ministerio de Hacienda y Ad. Públicas |